# Édouard Hervé
Édouard Hervé, född den 1 juni 1835 i Saint-Denis (Réunion), död den 4 januari 1899 i Paris, var en fransk tidningsman.
Hervé förfäktade liberala idéer i tidskrifter och tidningar samt var efter republikens införande 1870 en ivrig kämpe för det bourbonska kungadömet. Han grundade 1873 Le soleil, som han redigerade till sin död och där han förde de monarkistiska idéernas talan. År 1879 bröt 
han med det legitimistiska partiet och slöt sig till orléanisterna, vilkas främsta språkrör hans tidning var, liksom han själv var grevens av Paris förtrogne rådgivare. År 1886 invaldes Hervé i Franska akademien.